# Parramatta
Parramatta – osiedle (suburb) w Sydney, na terenie samorządu City of Parramatta. Niegdyś odrębne miasto, wchłonięte następnie przez aglomerację Sydney. Przez miejscowość przepływa rzeka Parramatta.
Liczba mieszkańców wynosi ok. 18 tys.
W Parramatta zmarł i został pochowany (jako pierwszy Polak pochowany w Australii) Lucjan Plater (1808–1857) – powstaniec listopadowy, działacz emigracyjny.

## Klimat
| Miesiąc | Sty  | Lut  | Mar  | Kwi  | Maj  | Cze  | Lip  | Sie  | Wrz  | Paź  | Lis  | Gru  | Roczna |
| --- | ---- | ---- | ---- | ---- | ---- | ---- | ---- | ---- | ---- | ---- | ---- | ---- | ------ |
| Średnie temperatury w dzień [°C]                                                                                           | 29.1 | 28.3 | 26.5 | 23.9 | 20.9 | 18.2 | 17.8 | 19.5 | 22.3 | 24.5 | 25.8 | 27.7 | 23,7   |
| Średnie dobowe temperatury [°C]                                                                                            | 23.5 | 23.0 | 21.2 | 18.3 | 15.3 | 12.9 | 12.1 | 13.2 | 15.9 | 18.3 | 20.1 | 22.1 | 18,0   |
| Średnie temperatury w nocy [°C]                                                                                            | 17.9 | 17.7 | 15.9 | 12.6 | 9.6  | 7.5  | 6.3  | 6.9  | 9.4  | 12.0 | 14.3 | 16.4 | 12,2   |
| Opady [mm] | 89.9 | 130  | 99.1 | 78.3 | 61.3 | 99.0 | 48.0 | 47.4 | 48.5 | 60.3 | 82.0 | 78.5 | 921    |
| Średnia liczba dni z opadami                                                                                               | 12.2 | 12.3 | 13.7 | 9.7  | 9.1  | 11.3 | 9.0  | 7.6  | 8.2  | 9.7  | 11.8 | 11.1 | 126    |
| Źródło: Bureau of Meteorology (liczba dni z opadami dla wartości 0,1 mm, wysokość 55 m n.p.m., 25 km od oceanu, 1991–2020) |      |      |      |      |      |      |      |      |      |      |      |      |        |